# 池田光正
池田 光正（いけだ みつまさ、本名同じ、1979年10月22日 - ）は、日本の俳優、タレント。元プロボクサー。大阪府枚方市出身。株式会社Roots所属。血液型はO型。身長165cm、体重65kg。日本体育大学体育学部体育学科卒。
元A級プロボクサー・第49代全日本社会人バンタム級チャンピオン。プロボクサーとして10年間活動し、2008年2月に眼疾のため引退。俳優に転身。現在、ダイエット・ストレス発散などエクササイズのボクシングから、K-1格闘技・プロボクサーなど本格的なトレーニング指導も行う。
その他、芸能プロダクションの代表としてキャスティング業務を行うかたわら、自身も俳優、タレントとして活躍中。

## 戦績
- アマチュアボクシング：9戦 8勝(5RSC) 1敗
- プロボクシング：28戦 13勝(9KO) 12敗 3引分

## 獲得タイトル
- アマチュアボクシング
  - 第49代全日本社会人バンタム級チャンピオン

## ボクシング
| プロボクシング 戦績 | プロボクシング 戦績 | プロボクシング 戦績 | プロボクシング 戦績 | プロボクシング 戦績 | プロボクシング 戦績 | プロボクシング 戦績 |
| ------------------- | ------------------- | ------------------- | ------------------- | ------------------- | ------------------- | ------------------- |
| 28 試合             | (T)KO               | 判定                | その他              | 引き分け            | 無効試合            |                     |
| 13 勝               | 9                   | 4                   | 0                   | 3                   | 0                   |                     |
| 12 敗               | 3                   | 4                   | 0                   | 3                   | 0                   |                     |

| 勝敗 | 対戦相手                         | 試合結果 | 大会名 | 開催年月日     |
| ×    | 福島学                           | 判定     |        | 2008年2月28日  |
| ×    | 上野則之                         | TKO      |        | 2007年9月26日  |
| ×    | 瀬藤幹人                         | 判定     |        | 2007年3月19日  |
| ×    | 三浦数馬                         | TKO      |        | 2006年7月17日  |
| ×    | 石川浩久                         | 判定     |        | 2005年10月11日 |
| ○    | デンビポップ・ニミッチャイ       | TKO      |        | 2005年7月20日  |
| △    | クマントーン・ポープルルムガモン | 引分     |        | 2005年4月6日   |
| ○    | チャッチャイ・ツインジム         | KO       |        | 2004年11月24日 |
| ×    | 今西秀樹                         | 判定     |        | 2004年6月9日   |
| △    | 今西秀樹                         | 引分     |        | 2004年4月22日  |
| ×    | 渡辺純一                         | KO       |        | 2003年12月20日 |
| ×    | 平戸忍                           | 判定     |        | 2003年3月26日  |
| ×    | 山中大輔                         | 判定     |        | 2002年9月16日  |
| ○    | 酒井俊光                         | 判定     |        | 2002年5月15日  |
| ×    | 富本慶久                         | TKO      |        | 2001年10月17日 |
| ○    | ウィチャーンノイ・チタラダ       | KO       |        | 2001年7月24日  |
| ○    | 岡田守弘                         | KO       |        | 2001年4月16日  |
| ×    | 溝上誠                           | 判定     |        | 2000年10月7日  |
| ×    | 額賀勇二                         | 判定     |        | 1999年11月6日  |
| ○    | 江川宗武                         | 判定     |        | 1999年9月27日  |
| ○    | 長谷川幹成                       | 判定     |        | 1999年7月23日  |
| ○    | 栗原隆一郎                       | TKO      |        | 1999年6月2日   |
| ○    | 武田義和                         | 判定     |        | 1999年4月30日  |
| △    | 晝間勇希                         | 引分     |        | 1998年11月8日  |
| ○    | 大塚直之                         | KO       |        | 1998年9月29日  |
| ○    | 高野旭                           | TKO      |        | 1998年8月7日   |
| ○    | 佐藤幸次                         | TKO      |        | 1998年5月26日  |
| ○    | 佐々木啓介                       | TKO      |        | 1998年2月24日  |

## 出演

### 映画
- JUDGEMENNT（2012年） - 牛島役
- BLACK ROOM（2015年） - 藪木役

### テレビドラマ
- 殺しの女王蜂（2013年、テレビ東京)
- ネオ・ウルトラQ（2013年、WOWOW）
- 「黄金のバンタム」を破った男〜ファイティング原田物語〜（2014年、フジテレビ）-ファイティング原田のセコンド＆トレーナー役
- アイムホーム（2015年、テレビ朝日）

### ラジオ
- チャンピオン・池田光正のイケイケ!トーク（2009 年 9 月～2015 年 2 月かわさきFM）※メインパーソナリティー

### Web TV
- プロボクサー池田光正のリアルトークファイト!（2008 年 4 月～2009 年 3 月) ※メインパーソナリティー

### バラエティ
- 熱中時間 （2005年、NHK BS1) - 準主演：鈴木光司氏と共演
- エナジーチャージ （2008年、テレビ朝日) - 鈴木光司氏と共演

### CM （過去に出演したCMも含む）
- アサヒ飲料 - ワンダ・モーニングショット（2010年）

### MV
- THE BLACK SWAN - 5th SINGLE「RAGE」メインプロボクサー役（2017年）
- BiS - 4th SINGLE「Are you ready」渡辺淳之介社長役（2019年）

### 雑誌その他
- ベースボールマガジン社 「ボクシングマガジン」（バンタム級チャンピオンは池田！）掲載 （1997年）
- 集英社「小説すばる」掲載（鈴木光司のプロボクサー池田光正観戦記）（2007年）
- BODY MAKER Spring/Summer パーフェクトスポーツカタログ掲載　(2009年)
- 株式会社 ラグーノ Web サイト商品メインモデル　(2010年)
- モバゲー「1 億人の国民的カードゲーム愛」カードゲームモデル (2012年)

参考文献
- 『一拳一会〈2〉だからボクシングは面白い』　エベイユ、2009年 ISBN 978-4434130632。